# Albertsthal (Glauchau)
Albertsthal ist ein Stadtteil der Großen Kreisstadt Glauchau im Landkreis Zwickau in Sachsen. Der Ort wurde am 1. August 1918 nach Rothenbach eingemeindet, mit welchem er am 1. April 1929 zur Stadt Glauchau kam. Er gehört heute zum Glauchauer Ortsteil Rothenbach/Albertsthal, welcher zusammen 948 Einwohner hat. Albertsthal trägt den Gemeindeschlüssel 010.

## Geografie

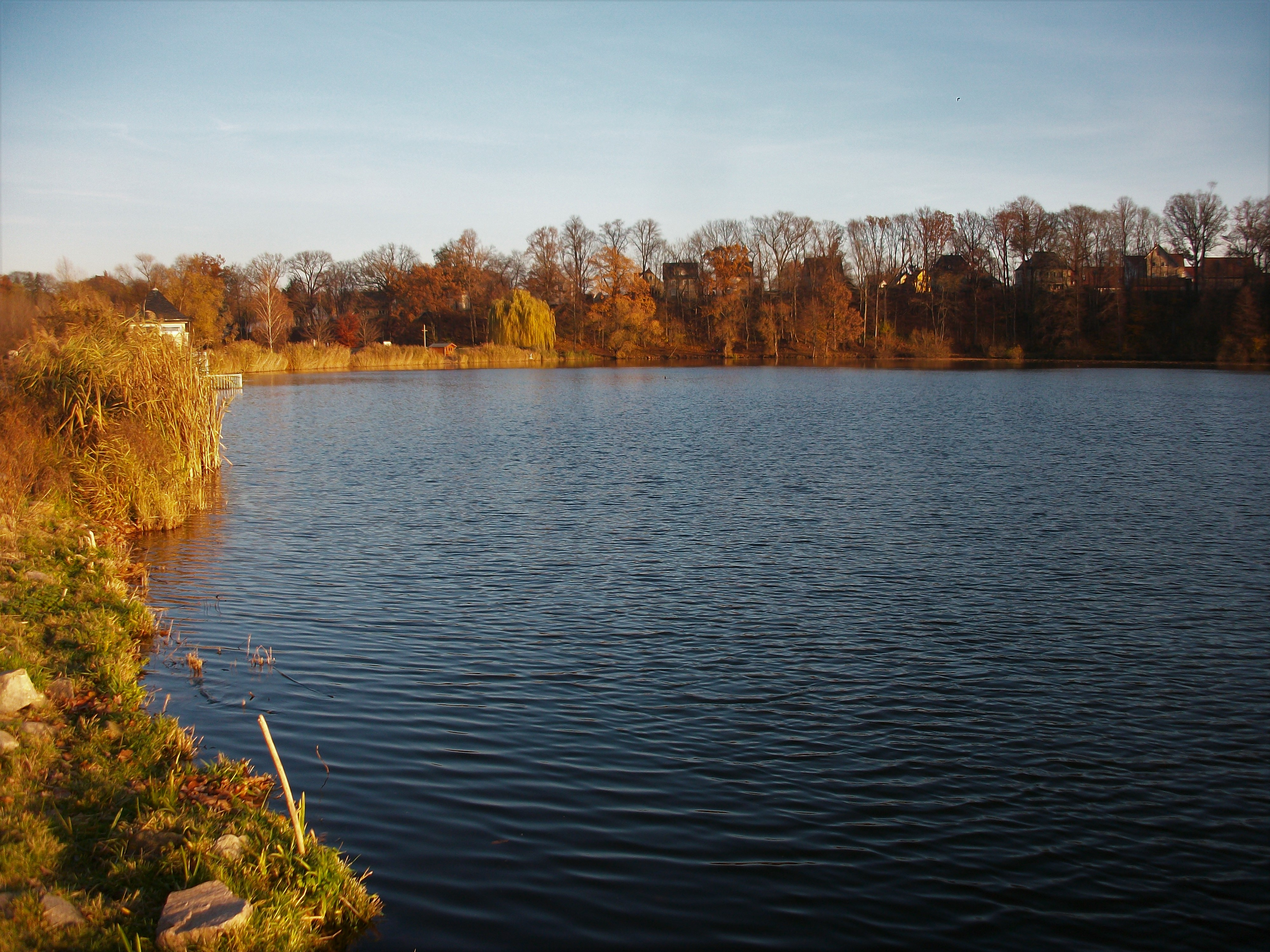
Stausee Glauchau vom Ufer bei Albertsthal aus gesehen Stausee Glauchau vom Ufer bei Albertsthal aus gesehen

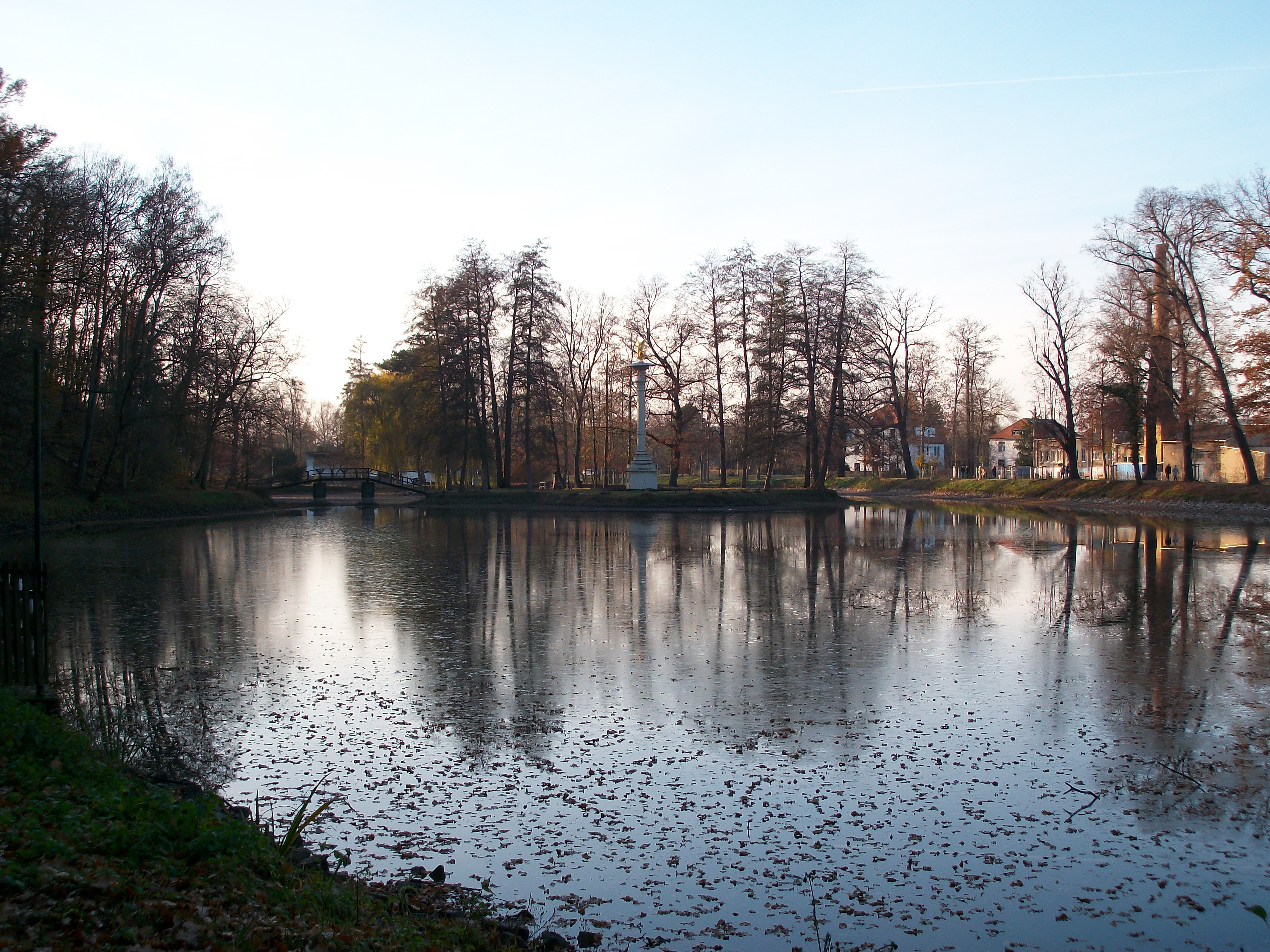
Gründelteich

### Geografische Lage und Verkehr
Albertsthal liegt im Südwesten der Stadt Glauchau am Rothenbach östlich der Zwickauer Mulde. Im Norden des Orts befindet sich der Gründelteich, im Südwesten der Stausee Glauchau.

### Nachbarorte
|                  | Glauchau                                    |            |
| Niederschindmaas | Kompassrose, die auf Nachbargemeinden zeigt | Glauchau   |
|                  | Hölzel                                      | Rothenbach |

## Geschichte

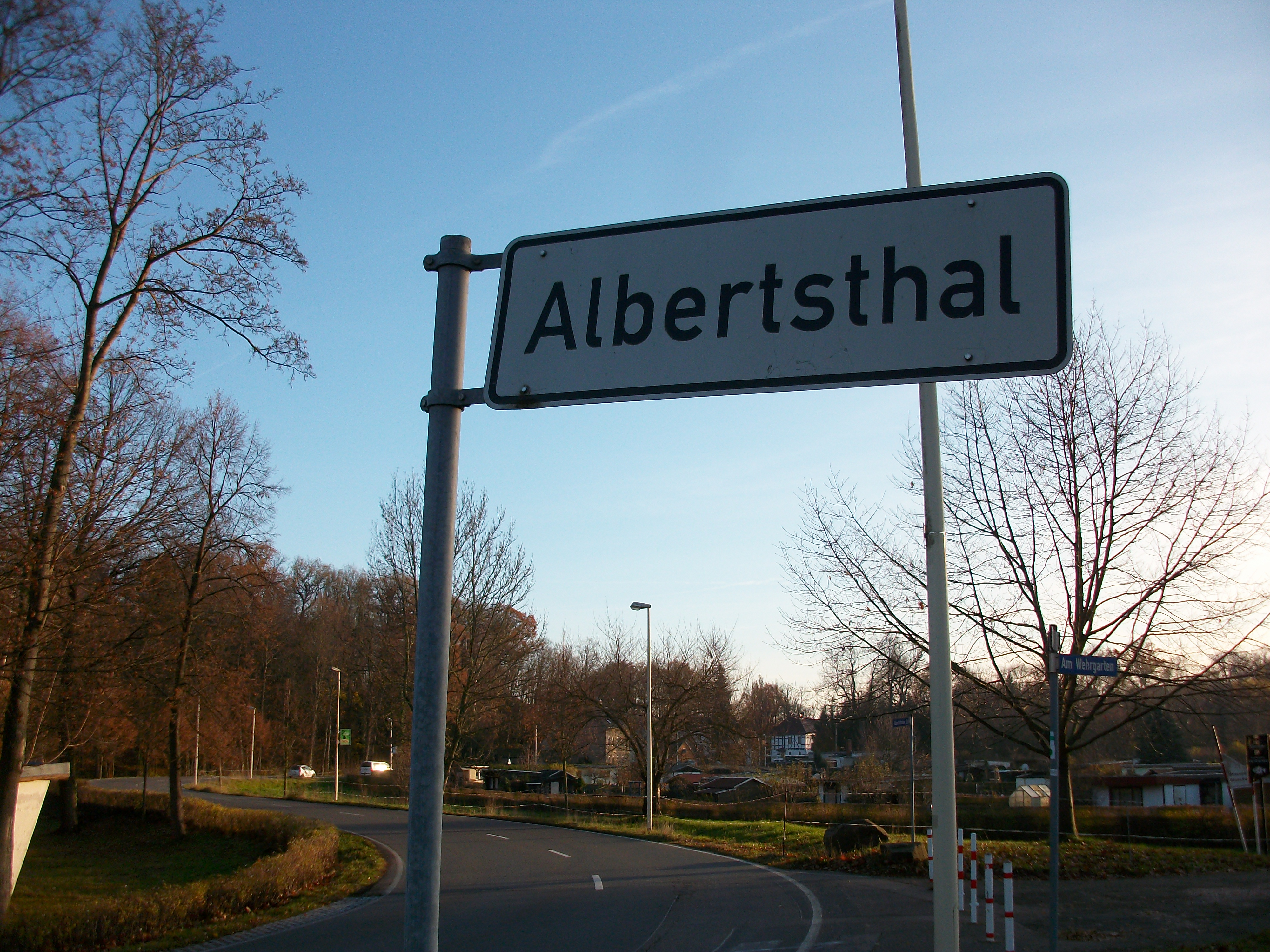
Albertsthal, Ortstafel

Die Geschichte von Albertsthal begann am 29. Juni 1739, als Johann Daniel Gräf vom Grafen Otto Ernst von Schönburg-Hinterglauchau einen Bauplatz auf der herrschaftlichen Weinwiese in der südlichen Glauchauer Flur an der Wegekreuzung Thurm/Zwickau und Voigtlaide erwarb. Dort baute Gräf ein Wohnhaus, in dem er eine Schänke einrichtete. Die Weinwiese beim Gasthof „Grüner Baum“ hat ihren Namen vom dort versuchten Weinanbau. In der Nähe entstand um 1766 die Siedlung Albertsthal im Rothenbacher Grund, für die als Ortsname um 1767 „Wein-Wiese an Rothenbach an gelegen“ und 1774 „Albertsthal“, nach dem Gründer Graf Albert Christian Ernst von Schönburg, belegt ist.
Bezüglich der Grundherrschaft gehörte Albertsthal bis ins 19. Jahrhundert als Amtsdorf zur Herrschaft Glauchau, Amt Hinterglauchau. Nachdem auf dem Gebiet der Rezessherrschaften Schönburg im Jahr 1878 eine Verwaltungsreform durchgeführt wurde, kam das in der Glauchauer Flur liegende Albertsthal im Jahr 1880 zur neu gegründeten sächsischen Amtshauptmannschaft Glauchau. Kirchlich gehört der Ort seit jeher zu Glauchau.
Im Jahr 1918 wurde Albertsthal nach Rothenbach eingemeindet, mit dem der Ort im Jahr 1929 zu Glauchau kam. Durch die zweite Kreisreform in der DDR kam Albertsthal als Teil der Stadt Glauchau im Jahr 1952 zum Kreis Glauchau im Bezirk Chemnitz (1953 in Bezirk Karl-Marx-Stadt umbenannt), der im Jahr 1990 als sächsischer Landkreis Glauchau fortgeführt wurde und 1994 im Landkreis Chemnitzer Land bzw. 2008 im Landkreis Zwickau aufging. Albertsthal gehört heute zum Ortsteil Rothenbach/Albertsthal der Großen Kreisstadt Glauchau.

## Sehenswürdigkeiten
- Gründelpark mit Gründelteich. Dieses Areal ist mit einer Fläche von 67.500 m² die größte innerstädtische Parkanlage Glauchaus. Auf Anregung des Verschönerungsvereins entstand er um 1864. Mittelpunkt dieser Anlage bildet der Gründelteich, zu dessen Insel eine kleine Holzbrücke führt. Heinrich-Carl Hedrich, der Besitzer der Schlossmühle, veranlasste 1884 zu Ehren des Grafen Richard Clemens von Schönburg-Glauchau die Errichtung einer Gedenksäule mit einer Wasserkaskade.[8]

- Stausee Glauchau